# WORM-Raid
Als WORM-Raid werden Speicherlösungen bezeichnet, welche auf Standard-Festplattensystemen eine Write Once – Read Many (Einmal Schreiben, Mehrfach Lesen) Funktionalität abbilden. Dies wird dazu benötigt, um elektronische Dokumente in einem unveränderbaren Zustand zu sichern.
RAID steht für redundant array of independent disks und dient zur Organisation mehrerer physischer Festplatten eines Computers zu einem logischen Laufwerk. Durch ein RAID-System kann unter anderem die Ausfallsicherheit eines Festplattensystems erhöht werden. Diese Eigenschaft machen sich die WORM-Raid-Systeme zunutze.

## Compliance
Die Unveränderbarkeit der Daten möchte man in der Regel zur Stärkung der Beweiskraft von elektronischen Dokumenten erreichen.
Auch kann es sein, dass man aus rechtlichen Gründen dazu verpflichtet ist. So sind alle in den USA börsennotierten Unternehmen durch den 2002 eingeführten Sarbanes-Oxley Act (SOX) zu einer solchen Archivierung verpflichtet.
Aber auch in Deutschland zwingen die Grundsätze des Datenzugriffs und der Prüfbarkeit digitaler Unterlagen GDPdU oder auch das HGB Unternehmen zur Aufbewahrung geschäftsrelevanter Unterlagen. E-Mails müssen laut GdPDU in elektronisch auswertbarer Form archiviert werden.

## Lösungen
Es gibt zwei verschiedene Ansätze für ein WORM-Raid. Speicheranbieter wie NetApp erweitern die Verwaltung ihrer Storagesysteme um eine Softwarefunktion, welche das Überschreiben von gespeicherten Dateien verhindert. Dagegen setzt Content-Addressed Storage auf eine Adressierung anhand des Inhalts, was ein Überschreiben unmöglich macht, da so eine neue Adresse entstehen würde. Dies kann ebenfalls durch eine Funktion des Betriebssystems wie bei Centera oder Caringo erreicht werden, oder durch die Bereitstellung einer speziellen Software-Schnittstelle wie bei iTernity.